# Clase Queen Elizabeth (acorazado)
Los acorazados clase Queen Elizabeth fueron un grupo de cinco acorazados dreadnought construidos para la Marina Real Británica durante la década de 1910. Estos acorazados eran superiores en potencia de fuego, protección y velocidad a sus predecesores de la Royal Navy de la clase Iron Duke, así como a las clases alemanas anteriores, como la clase König. Los barcos de la clase Bayern correspondientes se consideraban generalmente competitivos, aunque la clase Queen Elizabeth era 2 nudos (3,7 km/h) más rápido y superaba en número a la clase alemana 5:2. Los Queen Elizabeth generalmente se consideran los primeros acorazados rápidos de su época.
Los Queen Elizabeth fueron los primeros acorazados armados con cañones de 15 plg (381 mm) y fueron descritos en la edición de 1919 de Jane's Fighting Ships como "el tipo de buque capital más exitoso jamás diseñado". Vieron mucho servicio en ambas guerras mundiales. El HMS Barham se perdió en un ataque de submarinos en 1941, pero los demás sobrevivieron a las guerras y fueron desguazados a finales de los años 1940.

## Unidades
| Nombre          | Astillero                     | Iniciado              | Botado                  | Alta                    | Destino |
| --------------- | ----------------------------- | --------------------- | ----------------------- | ----------------------- | --- |
| Queen Elizabeth | HM Dockyard, Portsmouth       | 21 de octubre de 1912 | 16 de octubre de 1913   | 22 de diciembre de 1914 | Desguazado en 1948 |
| Warspite        | HM Dockyard, Devonport        | 31 de octubre de 1912 | 26 de noviembre de 1913 | 8 de marzo de 1915      | Remolcado para desguace en Faslane, encalló en Cala de Prusia (Cornualles) abril de 1947. Se desguazó en Marazion, 1950 |
| Valiant         | Fairfield, Clydebank          | 31 de enero de 1913   | 4 de noviembre de 1914  | 13 de enero de 1916     | Desguazado en 1948 |
| Barham          | John Brown, Clydebank         | 24 de febrero de 1913 | 31 de diciembre de 1914 | 19 de octubre de 1915   | Hundido por el submarino alemán U-331 el 25 de noviembre de 1941                                                        |
| Malaya          | Armstrong Whitworth, Tyneside | 20 de octubre de 1913 | 18 de marzo de 1915     | 1 de febrero de 1916    | Desguazado en 1948 |
| Agincourt       | HM Dockyard, Portsmouth       |                       |                         |                         | Cancelado, agosto de 1914                                                                                               |

## Galería

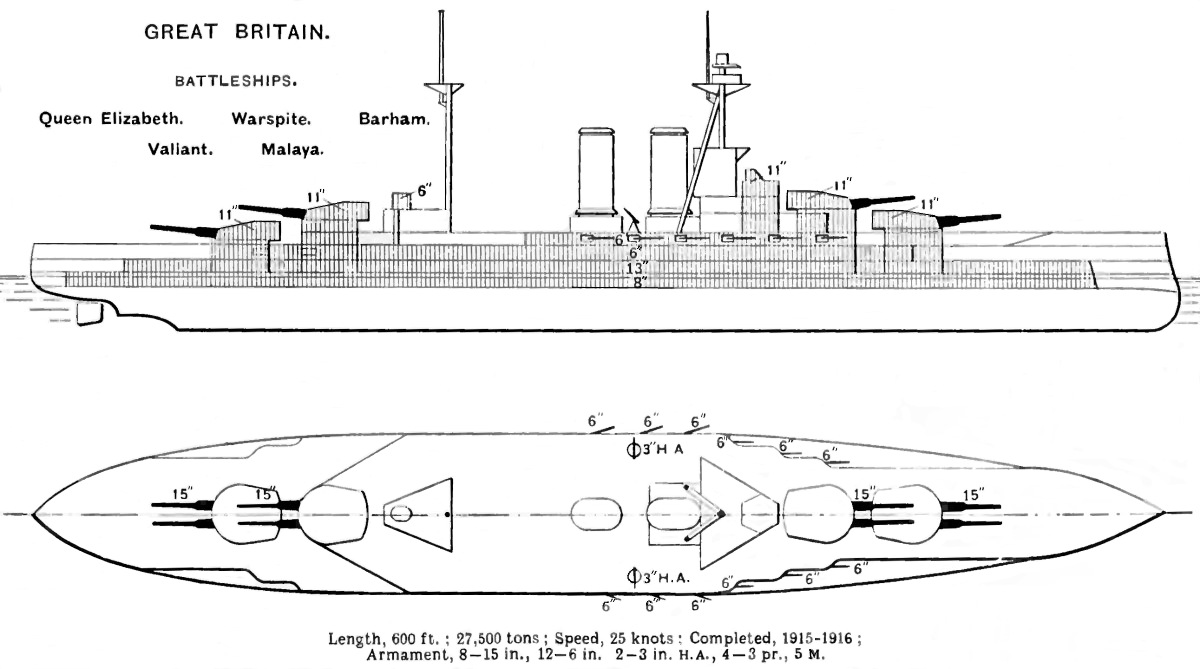
Plano derecho y dibujo en alzado del Anual Naval de Brassey de 1923; las áreas sombreadas representan el blindaje de los barcos
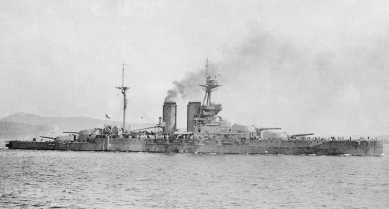
HMS Queen Elizabeth en 1915.
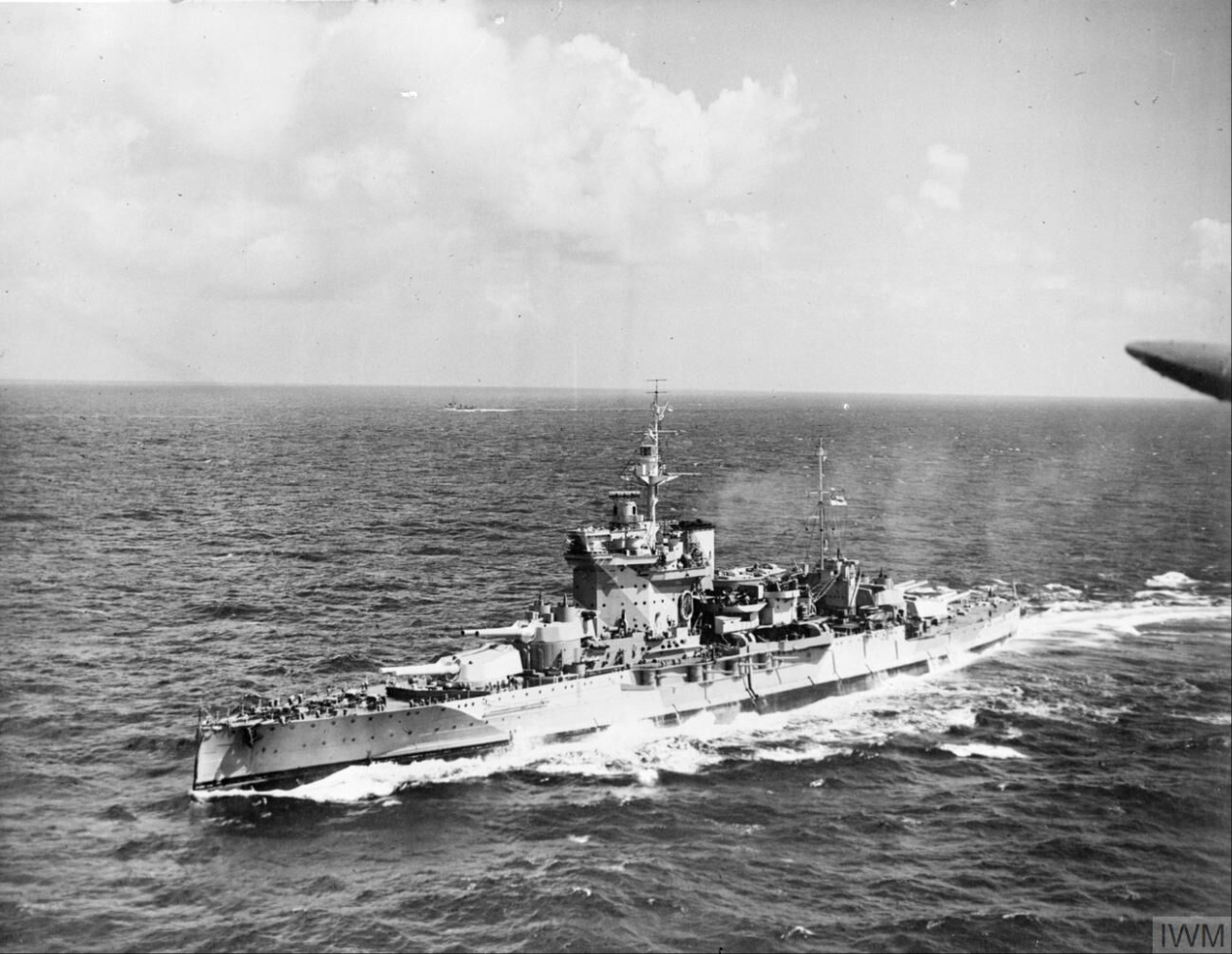
HMS Warspite en 1942.
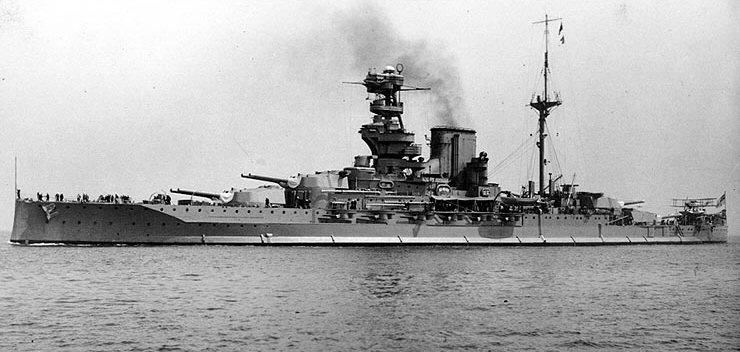
HMS Valiant entre 1930 y 1937.
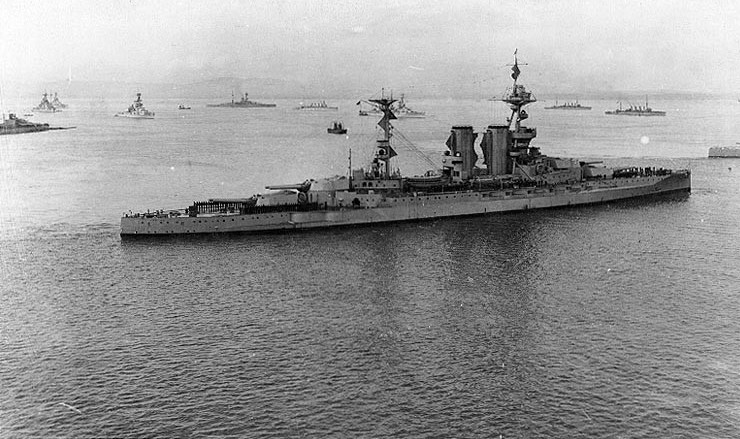
HMS Barham en 1917.